# Ests mijnmuseum
Het Ests mijnmuseum (Estisch: Eesti Kaevandusmuuseum) bevindt zich in de Estse plaats Kohtla-Nõmme, gevestigd in de voormalige Kohtla-mijn. Deze mijn startte haar activiteiten in 1916. In 1931 begon het Britse bedrijf New Consolidated Gold Fields Ltd. operaties in de mijn, die later werd omgevormd tot een ondergrondse olieschaliemijn. In 2001 opende het museum.
Het museum herbergt de gerenoveerde verrijkingsfabriek van de mijn, die in 1956 werd gebouwd en tot 2001 dienstdeed. Het hoofdgebouw omvat een kalksteentoren met een observatieplatform en biedt inzicht in de vorming van olieschalie, mijnbouw en industrie-operaties.
Een opmerkelijk deel van het museum is het ondergrondse gedeelte, bestaande uit voormalige mijnwerkerspassages met een totale lengte van 1 kilometer. Hier kunnen bezoekers de omstandigheden ervaren van het dagelijkse werkleven van mijnwerkers in de jaren 1980, inclusief werk- en rustplaatsen, een rit in een ondergrondse mijnwerkerstrein en diverse mijnbouwtechnologieën.
In het oude administratiegebouw, bekend als het Witte Huis, kunnen bezoekers teruggaan naar 1980 en de omstandigheden zien waarin mijnmanagers en mijnwerkers werkten. Het Witte Huis herbergt 19 kamers, waaronder het kantoor van de manager, de verpleegster, een mijnwerkersappartement en andere faciliteiten.
Het museumterrein, met verbindingsroutes, bevat buiteninstallaties zoals mijnbouwapparatuur, een pompstation, een bunker, een sorteercomplex, een oud administratiegebouw, een ketelhuis en een schilderachtige vijver. Opmerkelijke objecten zijn onder andere de grootste graafmachinebak in Europa, met een gewicht van ongeveer 50 ton, en de gigantische dumptruck BelAZ. Het terrein kan zowel zelfstandig als met een gids worden verkend.